# ماوي (أسطورة الماوري)
في الميثولوجيا الماورية، كما هو الحال في بقية الأساطير البولينيزية، ماوي بطل ثقافي ومحتال مشهور بمآثره وذكائه. امتلك ماوي قوًى خارقة، وكان قادرًا على التحول إلى حيوانات مثل الطيور والديدان.
وُلد قبل أوانه وألقته والدته في المحيط، حيث شكّلته الموجات ليصبح طفلًا حيًا. اكتشفه جده وانتقل لاحقًا ليعيش مع أشقائه. تبع والدته في يوم من الأيام إلى العالم السفلي حيث قابل والده، ماكياتوتارا، الذي عمّد ماوري بطريقة خاطئة. عقابًا على هذه الحادثة، حكمت الآلهة أن يكون الموت مصير ماوي وكامل البشرية.
يُعزى إلى ماوي اصطياد سمكة عملاقة باستخدام شص مصنوع من عظم فك جدته؛ صارت السمكة العملاقة الجزيرة الشمالية من نيوزيلندا، المعروفة باسم تي إيكا آ ماوي. في بعض التقاليد، صار زورقه (الواكا) الجزيرة الجنوبية، المعروفة باسم تي واكا آ ماوي.
تضمنت حيلته الأخيرة، والتي أدت إلى وفاته، الإلهة هيني نوي تي بو. في محاولة لتحصيل الخلود للجنس البشري، تحول ماوي إلى دودة ودخل في مهبلها، ناويًا الخروج من فمها وقتما تنام. لكنه سُحق بين أسنان مهبلها المصنوعة من السبج.

## أسماؤه وألقابه
- ماوي تيكيتيكي[1]:449 («ماوي ذو القنزعة»).
- ماوي تيكيتيكي آ تارانغا[2]:13 («ماوي التارانغي ذو القنزعة»)
- ماوي تيكيتيكي أو تارانغا[3][4] («إنظر أعلاه»)
- ماوي تي واري كينو («ماوي بيت المتاعب»)

## أسطورة الأصل
تزايد نسل تيوماتاونغا وتضاعف ولم يعرف الموت حتى جيل ماوي تيكيتيكي وإخوته.

### ولادته
ماوي ابن تارانغا، زوجة ماكياتوتارا. وُلد ولادة إعجازية -  ألقت والدته خديجها المولود قبل أوانه في البحر ملفوفًا بخصلة شعر من قنزعتها (تيكيتيكي) – ولهذا اسم ماوي الكامل ماوي تيكيتيكي آ تارانغا. وجدت أرواح المحيط الطفل ولفته بالأعشاب البحرية وقناديل البحر.:233 ثم وجده جده تاما نوي كي تي رانغي على الشاطئ، مغطى بأسراب من الذباب والنوارس، ورباه حتى سن البلوغ.:13

### اكتشافه أشقاءه
عندما بلغ ماوي سنًا مناسبًا، سافر إلى موطن عائلته ووجد إخوته الأربعة. ماوي تاها، وماوي روتو، وماوي باي، وماوي واهو، وأخته هينا.:233 كان الإخوة حذرون في البداية من الوافد الجديد.:11

جاء ماوي لاحقًا في الليل إلى أقربائه وقتما كانوا مجتمعين في الماراي، راقصًا وفرحًا. تسلل بينهم وجلس خلف إخوته، وسرعان ما نادت تارانغا للأطفال وقتما رأت طفلًا غريبًا، لم تتعرف عليه في البداية وحاولت طرده من المنزل، لكنه أثبت أنه ابنها. وهكذا ضُم ماوي إلى العائلة بصفته فردًا منها.:449 شعر بعض إخوته بالغيرة، لكن كبيرهم خاطب البقية بالخطاب التالي:
«لا عليكم؛ فليكن أخانا العزيز. تذكروا في أيام السلم الحكمة القائلة: «عندما تكون في موقف ودّيّ، حُل نزاعاتك بطريقة ودية؛ وعندما تكون في حرب، أنصِف جراحك بالعنف». من الأفضل لنا، يا إخوتي، أن نكون كرامًا مع الناس. هذه هي الطرق التي يكتسب الرجال بها السطوة – بالكدح لتحصيل وفرة من الطعام لإطعام الآخرين، بجمع الممتلكات لمنح الآخرين، وبطرق مشابهة تتعزز بها مصلحة الآخرين».

-  كتاب المثيولوجيا البولينيزية (1854)

### رحلة بحثه عن والديه
بعد أن تفاخر ماوي بأمور كتحويل نفسه إلى أنواع مختلفة من الطيور، أقر إخوته بقوته وأُعجبوا به. شعر بالضيق من مغادرة أمه قبل الفجر وعودتها في الليلة التالية كل يوم، وفي أحد الأيام أغلق مداخل البيت وحجب مصادر الضوء عنه ليبقيها هناك، وسرق ملابسها. مع شروق الشمس، أصبح بإمكانه رؤية المكان الذي تذهب إليه كل يوم، وتبين أنها كانت تقتلع كتلة من الكُشة من الأرض، ثم تهبط نفقًا ضخمًا إلى العالم السفلي.
تشجع ماوي على اللحاق بأمه إلى العالم السفلي في هيئة كيريرو (حمامة نيوزيلندية). بمجرد وصوله هناك لاقى مجموعة من الناس جلوسًا على رقعة من العشب في بستان من أشجار الماناباو، التي أسقط منها حبات توت على رأسي والديه.
عند عودة ماوي إلى هيئته البشرية، تعرفت عليه أمه على أنه الطفل الذي كان يعيش مع بقية أولادها. ثم أخذه والده، ماكياتوتارا، إلى الماء ليُعمّده، لكنه أسرع فيها عن طريق الخطأ، ما سبب إرهاقه.

## أساطير

### ماوي يُبطئ حركة الشمس
في الأيام الغابرة، كان من عادة الشمس أن تجتاز السماء بسرعة، ما لم يمنح الوقت الكافي للعمل والطعام. اقترح ماوي أن يُمسك الشمس ويُبطئها. تسلح بعظم فك موريرانغاوينوا وكمية ضخمة من الحبال التي ذُكر في بعض الحكايا أنها مصنوعة من شعر أخته هينا. ذهب ماوي وإخوته في رحلة إلى الشرق ووجدوا الحفرة التي كان ينام رب الشمس تاما نوي تي را فيها في الليل. ربطوا الحبال في شكل أنشوطة حول الحفرة وبنوا جدارًا من الصلصال ليختبئوا خلفه. عِلق تاما نوي تي را في الأنشوطة وضربه ماوي ضربًا مبرحًا بعظم الفك حتى استسلم ووافق على قطع السماء بصورة أبطأ.:234

### ماوي يصطاد في جزيرة الشمال
دائمًا ما كان إخوة ماوي الأكبر منه يمنعونه من الذهاب لصيد السمك معهم. في إحدى الليالي، نسج لنفسه خيط صيد من الكتّان وسحره مستخدمًا الكاراكيا ليمنحه القوة؛ وعلق به شص الصيد السحري المصنوع من عظام الفك التي منحتها جدته موريرانغاوينوا له. ثم اختبأ في بدن واكا (زورق) إخوته. في الصباح التالي، وقتما ابتعد الواكا عن اليابسة مسافة يصعب معها الرجوع، بزغ من مخبئه. لم يُعره إخوته أي طُعم، لذا ضرب نفسه في موقع الأنف وعلق دمه طعمًا على الشص. جرّ ماوي سمكة عظيمة، عُرفت باسم هاهاو وينوا، من الأعماق السحيقة. وهكذا عُرفت الجزيرة الشمالية باسم تي إيكا آ ماوي (سمكة ماوي).:234
عندما ظهرت من الماء، غادر ماوي بحثًا عن التوهونغا لأداء المراسم والصلوات اللائقة، وترك إخوته في موقع المسؤولية. مع ذلك، لم ينتظروا عودة ماوي وبدأوا تقطيع السمكة، التي تلوّت محتضرة، ما سبب تفككها إلى جبال، وجروف، ووديان. لو استمع الإخوة إلى ماوي، لصارت الجزيرة سهلًا مستويًا، ولكان بإمكان الناس الانتقال على سطحها بسهولة.:234
في التقاليد الماورية الشمالية في نيوزيلندا، أصبح الواكا خاصة ماوي الجزيرة الجنوبية، وتحدد ضفتا شبه الجزيرة مكان تثبيته قدميه وقتما سحب السمكة الثقيلة جدًا. إلى جانب اسم تي وايبونامو، من الأسماء باللغة الماورية الأخرى للجزيرة الجنوبية هو تي واكا آ ماوي، أي زورق ماوي. في التقاليد الجنوبية، تُعرف الجزيرة الجنوبية باسم تي واكا أو أوراكي بدلًا عن ذلك، ويسبق ذلك بعثة ماوي. أبحر ماوي في زورق اسمه ماهانوي وبعد أن سحب الجزيرة الشمالية (تي إيكا آ ماوي) ترك ماهانوي على قمة جبل في السفوح خلف ما يُعرف الآن بأشبورتون. يحمل ذلك الجبل الآن اسم ماهانوي، ويُدعى الشريط الساحلي بين ضفتي شبه الجزيرة ونهر وايتاكي باسم تي تاي أو ماهانوي (تيارات ماهانوي).:234